# Bockwindmühle Fahrland

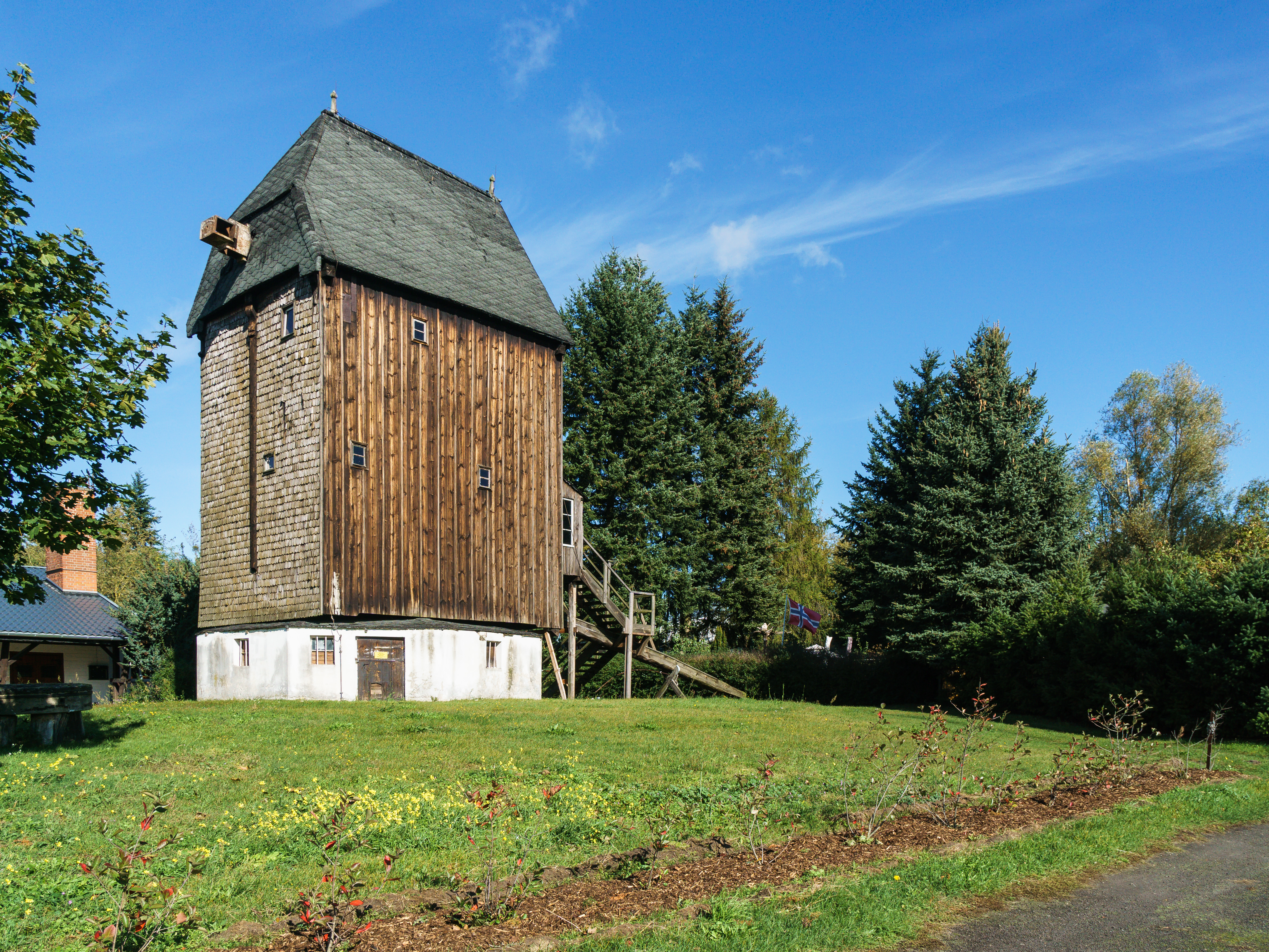
Bockwindmühle in Fahrland

Die Bockwindmühle Fahrland, auch Fahrländer Bockwindmühle oder Bockwindmühle Potsdam-Fahrland ist ein geschütztes Baudenkmal im Ortsteil Fahrland der Landeshauptstadt Potsdam (Brandenburg). Sie wurde 1758 in Fahrland erbaut, stand aber ursprünglich dichter am Ortskern von Fahrland, und wurde 1798 an den heutigen Standort verbracht.

## Lage
Die Bockwindmühle steht auf dem Mühlenberg am Ortsausgang in der Ketziner Straße 116 auf etwa 42 m ü. NHN. Dieser nordwestliche Teil von Fahrland (heute überwiegend Industriegebiet) ist immer noch durch eine Bebauungslücke vom Ortskern getrennt. Das Mühlengehöft bildete den Siedlungskern für diesen Teil von Fahrland. Ursprünglich stand die Bockwindmühle dichter zum Ortskern von Satzkorn (mit ca. 500 Meter) als zum Ortskern von Fahrland (Entfernung ca. 1,4 km). 1931 bildete das Mühlengehöft als Rietdorf Mühle einen eigenen Wohnplatz in der Gemeinde Fahrland.

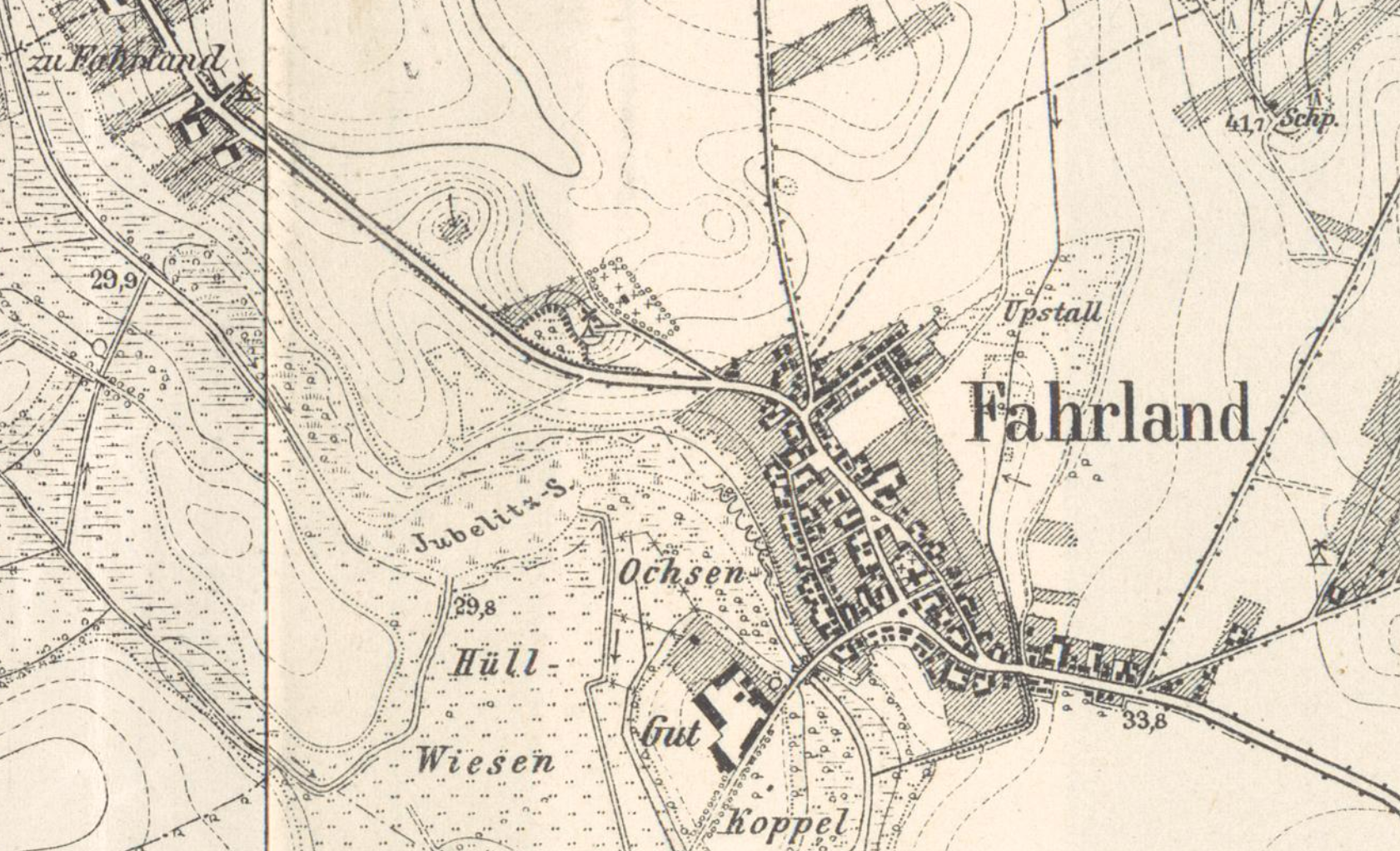
Fahrland auf den Messtischblättern 3543 und 3544 von 1917 (kombiniert)

## Geschichte der Windmühlen in Fahrland
In der zweiten Hälfte des 19. Jahrhunderts standen in Fahrland drei Windmühlen. Eine Windmühle, die hier näher beschriebene Bockwindmühle, stand wie oben beschrieben an der Ketziner Straße 116 (nahe Satzkorn). Die zweite Windmühle stand an der Straße Am Friedhof, etwa auf den Grundstücken Am Friedhof 11/13 (an diesem Standort hatten sich in der 2. Hälfte des 18. Jahrhunderts sogar zwei Mühlen befunden). Eine dritte Windmühle war deutlich später als die zwei erstgenannten Windmühlen, damals noch völlig außerhalb der Bebauung von Fahrland, im Bereich der Kienhorststraße (etwa im Bereich der Gebäude Kienhorststraße 4B-D) errichtet worden.
Bereits 1577 ist eine Windmühle in Fahrland urkundlich belegt. Richter und Schöffen zu Fahrland teilten das Erbe des Müllers Valentin Kuele unter seine Kinder auf. 1710/33 wurden die beiden Windmühlen zu Bornim und Fahrland vom Amt Potsdam in Erbpacht gegeben. Die Mühle in Fahrland hatte Anspruch auf kostenlose Lieferung von Holz aus dem Amtswäldern, etwa für Reparaturen. 1758 ließ der Mühlenmeister Christian Friedrich Specht eine zweite Windmühle bei Fahrland erbauen.
Nach der ältesten verfügbaren Karte, dem Schmettauschen Kartenwerk von 1767/87, standen diese zwei Fahrländer Windmühlen auf dem Mühlenstandort unmittelbar nördlich des nördlichen Ortsausgangs von Fahrland im Bereich des späteren Friedhofs. Dies war also auch sehr wahrscheinlich der Standort der älteren, bereits 1577 genannten Windmühle. Es war sicher der Standort der 1710/33 genannten Windmühle. Die oben genannten Mühlenstandorte nahe Satzkorn und an der Kienhorststraße kamen also frühestens Ende des 18. Jahrhunderts hinzu.

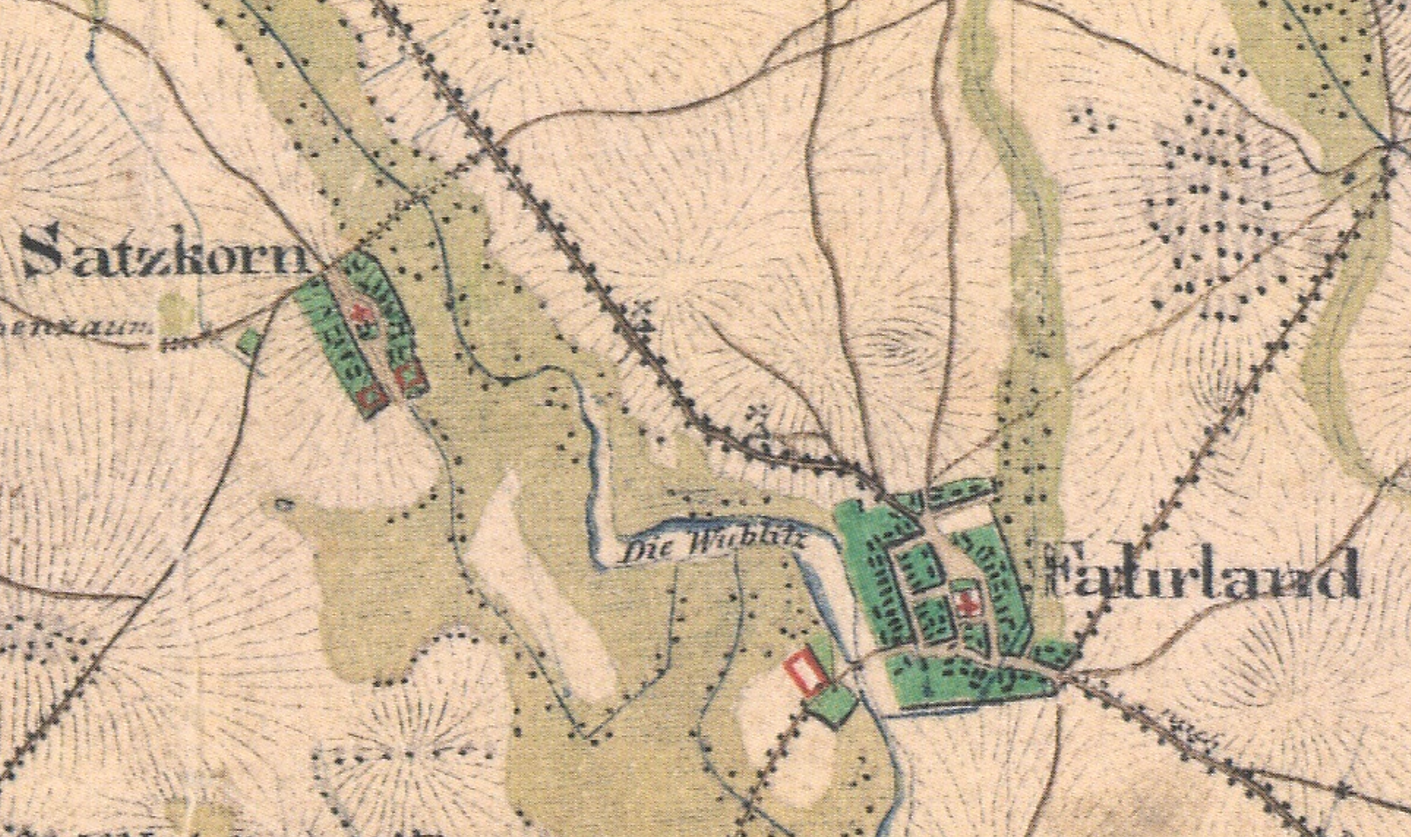
Fahrland und Satzkorn, Ausschnitt aus dem Deckerschen Kartenwerk, Blatt 4 von 1816/19

## Die Bockwindmühle Fahrland
1758 erbaute der Mühlenmeister Christian Friedrich Specht eine zweite Windmühle bei Fahrland. Sie wurde vierzig Jahre später an den heutigen Standort transloziert. Der ursprüngliche Standort dieser Windmühle kann nach der Schmettau-Karte nur neben der älteren Windmühle am Mühlenstandort im Bereich des Friedhofs gewesen sein. Aus der Mitteilung ergibt sich außerdem, dass es vorher definitiv nur eine Windmühle in Fahrland gab. Die Bockwindmühle ist die einzige der drei Windmühlen, die erhalten geblieben ist.
Diese neue, zweite Windmühle von Fahrland wurde aus Eichen- und Kiefernholz errichtet. Der Mehlbalken trägt die Inschrift Soli deo gloria. 1758. Christian Friedrich Specht. Andreas Puhlmann. Die vier Mühlenflügel bestanden ebenfalls aus Holz und beschrieben bei Drehung einen Kreis mit 19,50 Meter Durchmesser. Die Flügel sind derzeit abmontiert. Der Entwurf des Bauwerks mit einem Walmdach wird einem Architekten namens Aulich zugeschrieben. Den Bau leitete Baumeister Puhlmann, Bauherr war Mühlenmeister Christian Friedrich Specht. Die Mühle wurde offensichtlich auf Grund und Boden des Amtes Fahrland erbaut; 1759 wurde die neue Mühle dem Mühlenmeister Christian Friedrich Specht in Erbpacht überlassen. 1774/1776 gehörte sie einem Müller Raueberg/Raneberg. Dieser beschwerte sich über den von Bredow in Paaren wegen Wegmahlens. Henning Joachim von Bredow (1714–1776) auf Paaren hatte wohl veranlasst, dass die Mahlgäste des Raueberg aus Marquardt, Satzkorn und Kartzow ausblieben. 1798 wurde die Spechtsche Windmühle am ursprünglichen Standort abgebaut und am heutigen Standort nahe Satzkorn neu aufgebaut. Das Deckersche Kartenwerk von 1816/19 zeigt die Windmühle am neuen Standort. Entsprechend ist am alten Standort nur noch eine Windmühle eingezeichnet.
Ab 1792 soll dann die Familie Rietdorf die Mühle besessen haben. Ein Müllerbursche namens Rietdorf soll die Erbtochter der Mühle geheiratet haben. 1833/34 wurden die Abgaben der Mühle an das Amt Fahrland neu geregelt. Hier wird aber noch ein Vorbesitzer namens Lademann genannt. Der Vertrag von 1835 wurde erstaunlicherweise mit der Frau von Mühlenmeister Rietdorf, Karoline Wilhelmine abgeschlossen. Anscheinend war sie immer noch die Besitzerin der Mühle.
Nach Wagenbreth gehörte die Fahrländer Windmühle zu den sog. Kommißbrotmühlen um den Garnisonsstandort Potsdam herum. Anscheinend lief das Geschäft Mitte des 19. Jahrhunderts sehr gut, denn Mühlenmeister Rietdorf kaufte sich 1847 eine Parzelle in Paaren und beabsichtigte, dort eine Bockwindmühle mit zwei Mahlgängen zu erbauen. 1858 ist dort tatsächlich eine Windgetreidemühle vorhanden, Mühlenmeister Rietdorf hatte sein Vorhaben wohl ausgeführt.
Der Bock der Fahrländer Windmühle wurde Anfang des 20. Jahrhunderts massiv umgebaut. 1926 beanspruchten die Rechtsnachfolger der früheren Kietzer in Fahrland (Fischerkossäten), darunter auch der Mühlenmeister Friedrich Rietdorf, das unbeschränkte Fischereirecht mit allen Fanggeräten (außer dem Großen Garn) im Sacrow-Paretzer Kanal, im Fahrländer und Weißen See im Satzkorner Graben zwischen Satzkorn und Fahrland und im Fahrländer Anteil am Großen Graben. Sie begründeten ihren Anspruch mit Ersitzung d. h. dem langjährigen Ausüben dieses Rechts, das sie auch mit zahlreichen Dokumenten und Urkunden belegen konnten.
1931 bildete Rietdorf-Mühle einen eigenen Wohnplatz in der Gemeinde Fahrland. Im Klockhaus von 1935 sind (nur) zwei Mühlen(besitzer) erwähnt: Gerhard Hintze und Paul Kähne. Letzterer war Besitzer der Mühle im Kienhorstweg. Gerhard Hintze gehörte demnach die Mühle am Friedhof. Im Adreßbuch der Städte Nowawes und Werder von 1928 sind dagegen alle drei Mühlenbesitzer von Fahrland genannt, Gerhard Hintze, Paul Kähne und Friedrich Rietdorf. In Lindners Werk Technische Kulturdenkmale in der Mark Brandenburg werden wiederum nur zwei Windmühlen kurz erwähnt. Die Rietdorf-Mühle wird als leidlich in Betrieb und nur mit Windantrieb ausgestattet beschrieben. Die zweite Windmühle an der Straße nach Satzkorn wird als baufällig geschildert, mit teilweise abgefallener Verkleidung und unvollständigen Flügeln. Sie war damals schon lange nicht mehr in Betrieb. Eine vierte Mühle war eine Motormühle mitten in Fahrland, deren Technik 2021 von der Mühlenvereinigung begutachtet wurde. Sie war der Nachfolger dieser Windmühle am Friedhof.
1935 war Müller Friedrich Rietdorf gestorben. Seine Witwe verpachtete nun die Mühle an den Müllergesellen Karl Gutschmidt. Er machte 1936 seine Meisterprüfung. 1952 wurde die Bockwühle Fahrland zum Technischen Denkmal erklärt. Bis zum Jahr 1968 war die Mühle in Betrieb. Letzter Müller war Karl Gutschmidt, der die Rietdorf’sche Bockwindmühle bis zu seinem 70. Lebensjahr betrieb. Eine umfassende Restaurierung erfolgte 1973. Nach der Restaurierung wurde die Fahrländer Bockwindmühle für Veranstaltungen genutzt. Ferner diente sie als Filmkulisse für den DEFA-Märchenfilm Der große und der kleine Klaus und für weitere Filmproduktionen. Heute wird die Mühle nur noch museal für Führungen genutzt.

## Sanierungsbedarf
Die Mühle leidet teils unter einem erheblichen Sanierungsbedarf, da seit der letzten Sanierung von 1973 keine größeren erhaltenden Baumaßnahmen mehr durchgeführt wurden. So konnten die Mühlenflügel nicht mehr angebracht werden, da sie das Bauwerk insgesamt gefährdet hätten. Bei einem Sturm hätte der Winddruck die Mühle umwerfen können. Durch eine Schieflage bestand außerdem Einsturzgefahr. Die Sanierungskosten wurden auf mindestens 150.000 Euro geschätzt. Der damalige Eigentümer konnte die Sanierung 2017 nicht aus eigenen Mitteln bezahlen und bot der Stadt Potsdam daher an, ihr das Gebäude zu schenken. 2018 wurde die stark baufällige Mühle zwangsversteigert.

## Wappensymbol
Im Jahr 2021 entschieden die Bürger von Fahrland, dass die Bockwindmühle Fahrland fortan das Wappen des Ortsteils zieren soll. Es wurde zum 825-jährigen Jubiläum Fahrlands eingeweiht, das vom 27. bis 29. Mai 2022 gefeiert wurde. Bereits im April 2022 wurden an den Ortseingängen drei Eingangsschilder mit dem neuen Wappen montiert.